# I fuorilegge della frontiera
I fuorilegge della frontiera (The Frontiersmen) è un film del 1938 diretto da Lesley Selander.
È un western statunitense con William Boyd, George 'Gabby' Hayes e Russell Hayden. Fa parte della serie di film western incentrati sul personaggio di Hopalong Cassidy (interpretato da Boyd) creato nel 1904 dallo scrittore Clarence E. Mulford.

## Produzione
Il film, diretto da Lesley Selander su una sceneggiatura di Norman Houston e Harrison Jacobs e un soggetto di Clarence E. Mulford, fu prodotto da Harry Sherman tramite la Harry Sherman Productions e girato a Kernville, in California, dal 20 agosto 1938.

## Distribuzione
Il film fu distribuito con il titolo The Frontiersmen negli Stati Uniti dal 16 dicembre 1938 al cinema dalla Paramount Pictures.
Altre distribuzioni:
- in Australia il 22 giugno 1939
- negli Stati Uniti l'8 novembre 1947 (redistribuzione)
- in Danimarca il 13 dicembre 1948 (Grænsebyens lovløse)
- in Brasile (A Mestra Rural)
- in Brasile (Médico Rural)
- in Spagna (La ley del revólver)
- in Italia (I fuorilegge della frontiera)

## Promozione
La tagline è: Hard-Riding Heroes of the West!.